# Parker (Caroline du Sud)
Pour les articles homonymes, voir Parker.
Parker est une census-designated place située dans le comté de Greenville, dans l’État de Caroline du Sud, aux États-Unis. Lors du recensement de 2020, elle comptait 13 407 habitants.